# سی و هشتمین دوره جوایز تمشک طلایی
سی و هشتمین دوره جوایز تمشک طلایی یا Razzies، مراسم اهدای جوایزی بود که به بررسی بدترین فیلم‌ها در صنعت فیلم در سال ۲۰۱۷ پرداخت. جوایز تمشک طلایی بر اساس آراء اعضای بنیاد تمشک طلایی اهدا شد. نامزدها در تاریخ ۲۲ ژوئن ۲۰۱۸ اعلام و برندگان در تاریخ 3 مارس 2018 اعلام شدند.

## برندگان و نامزدها

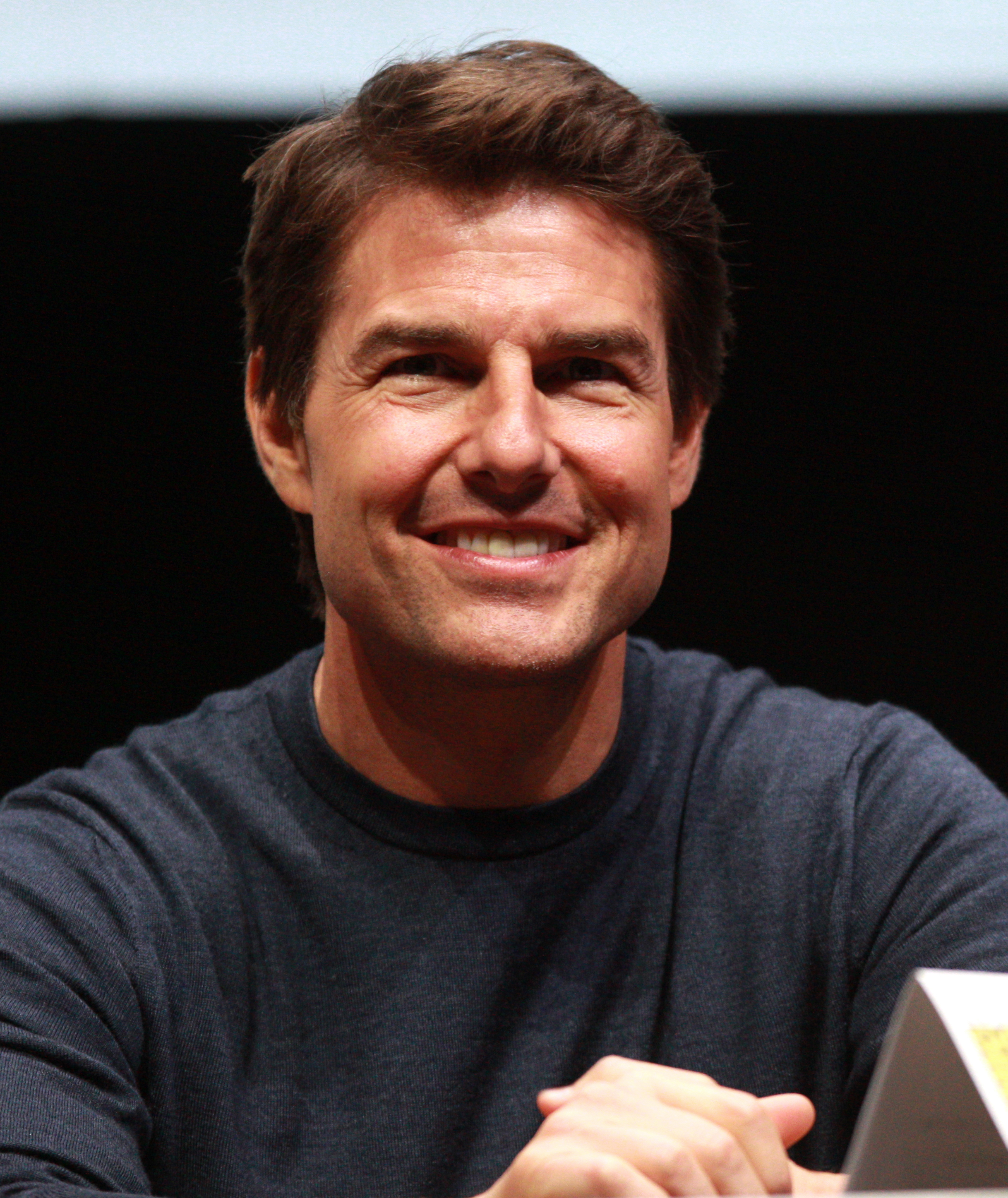
تام کروز، برنده بدترین بازیگر مرد

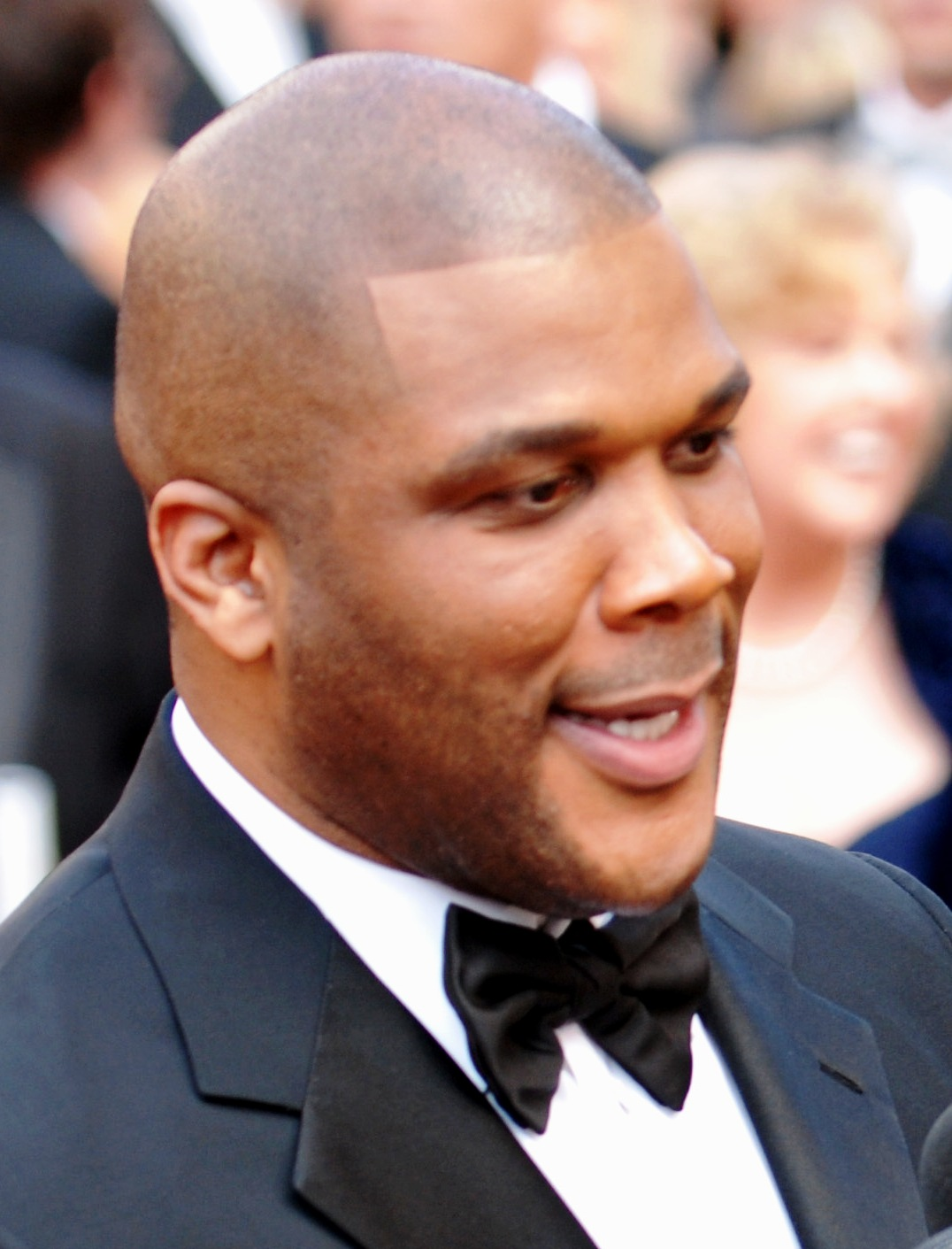
تایلر پری، برنده بدترین بازیگر زن

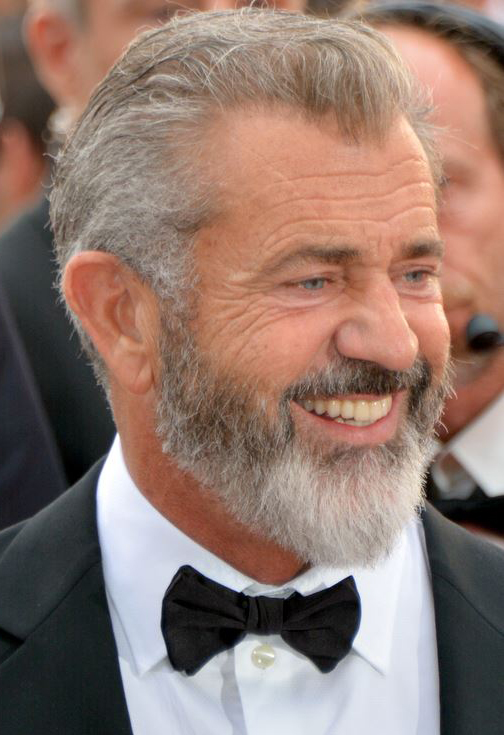
مل گیبسون، برنده بهترین بازیگر نقش مکمل مرد

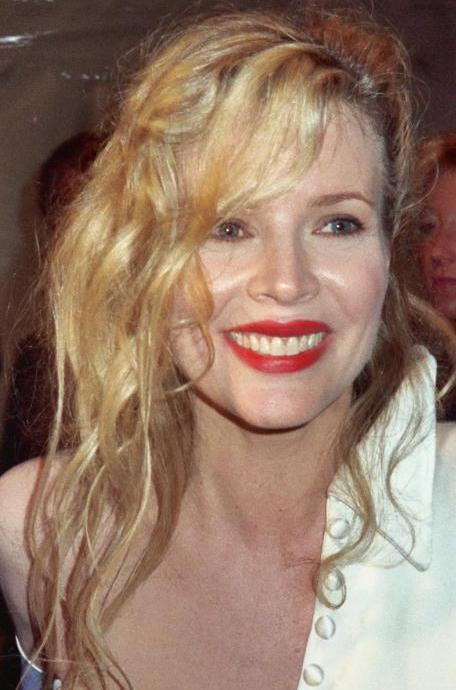
کیم بیسینگر، برنده بدترین بازیگر نقش مکمل زن

| بدترین فیلم - فیلم شکلک (کلمبیا) – میچل رایمو کویات - گارد ساحلی (پارامونت) – مایکل برک، گرگوری جی. بوآن، بو فلین، ایوان رایتمن، داگلاس شوارتز - پنجاه طیف تاریک‌تر (یونیورسال) – دانا برونتی، مایکل دلوکا، ای.ال. جیمز، مارکوس ویسیدی - مومیایی (یونیورسال) – سارا بردشاو، شان دانیل، الکس کورتزمن، کریس مورگان - تبدیل‌شوندگان: آخرین شوالیه (پارامونت) – یان برایس، لورنزو دی بوناونتورا، تام دی سانتو، دن مورفی | بدترین کارگردانی - تونی لئوندیس – فیلم شکلک - دان آرونوفسکی – مادر! - مایکل بی – تبدیل‌شوندگان: آخرین شوالیه - جیمز فولی – پنجاه طیف تاریک‌تر - الکس کورتزمن – مومیایی |
| بدترین بازیگر مرد - تام کروز – مومیایی درنقش نیک مورتون - جانی دپ – دزدان دریایی کارائیب: مردگان حکایت نمی‌کنند درنقش کاپیتان جک اسپارو - جیمی درنان – پنجاه طیف تاریک‌تر درنقش کریستین گری - زک افران – گارد ساحلی درنقش مت برودی - مارک والبرگ – خونه بابا ۲ بو ۲! یک هالووین مدیایی و تبدیل‌شوندگان: آخرین شوالیه درنقش داستی مارون و کید یگر | بدترین بازیگر زن - تایلر پری – بو ۲! یک هالووین مدیایی درنقش میبل «مدیا» سیمونز - کاترین هیگل – Unforgettable درنقش تسا کنوور - داکوتا جانسون – پنجاه طیف تاریک‌تر درنقش آنازتازیا "آناً استیل - جنیفر لارنس – مادر! درنقش مادر - اما واتسون – دایره درنقش می هالند             |
| بدترین بازیگر مکمل مرد - مل گیبسون – خونه بابا ۲ درنقش کورت مایرون - خاویر باردم – مادر! و دزدان دریایی کارائیب: مردگان حکایت نمی‌کنند درنقش هیم و کاپیتان آرماندو سالازار - راسل کرو – مومیایی درنقش دکتر هنری جکیل - جاش دوهامل – تبدیل‌شوندگان: آخرین شوالیه درنقش کلنل ویلیام لنوکس - آنتونی هاپکینز – تصادم و تبدیل شوندگان: آخرین شوالیه درنقش هاگن کال و سر ادموند برتون | بدترین بازیگر مکمل زن - کیم بیسینگر – پنجاه طیف تاریک‌تر درنقش النا لینکولن - سوفیا بوتلا – مومیایی درنقش آمنت - لارا هادوک – تبدیل‌شوندگان: آخرین شوالیه درنقش ویویان ومبلی - گلدی هان – ربوده شده درنقش لیندا میدلتون - سوزان ساراندون – کریسمس مادرهای بد درنقش ایزیز دانکلر |
| بدترین زوج سینمایی یا گروه بازیگری - دو شکلک نفرت‌انگیز – فیلم شکلک - ترکیبی از هردو شخصیت، یا دو عروسک جنسی – پنجاه طیف تاریک‌تر - ترکیبی از دو انسان، دو روبات – تبدیل‌شوندگان: آخرین شوالیه - جانی دپ & خودش با روحیه ای ناخوشایند – دزدان دریایی کارائیب: مردگان حکایت نمی‌کنند - تایلر پری & یا پیری که یک دامن قدیمی پوشیده‌است – بو ۲! یک هالووین مدیایی | بدترین بازسازی، پیش‌درآمد یا دنباله - پنجاه طیف تاریک تر (یونیورسال/فوکوس فیکچرز) - گارد ساحلی (پارامونت) - بو ۲! یک هالووین مدیایی (لاینگیتز) - مومیایی (یونیورسال) - تبدیل‌شوندگان: آخرین شوالیه (پارامونت)                                                                   |
| بدترین فیلمنامه - فیلم شکلک – تونی لئوندیس، اریک سینگل و مارک وایت; براساس ایموجیهای ترند شده - گارد ساحلی – دیمین شانن، مارک سوئیفت، جی شریک، دیوید رون، توماس لنون و رابرت بن گارانت; براساس بی‌واچ از مایکل برک، داگلاس شوارتز و گرگوری جی. بوان - پنجاه طیف تاریک‌تر – نیال لئونارد؛ براساس رمانی به همین نام از ای.ال. جیمز - مومیایی – دیوید کپ، کریستوفر مک‌کوری، دیلیان کسمن، جان اسپیتز، الکس کورتزمن و جنی لومت؛ براساس فرانچایز مومیایی - تبدیل‌شوندگان: آخرین شوالیه – آرت ماکوم، مت هولووی، کن نولان و آکیوا گلدزمن; براساس اسباب بازیهای تبدیل شوندگان هاسبرو | تمشک طلایی خیلی نامزدی شمارا دوست داشت - گارد ساحلی - فیلم شکلک - پنجاه طیف تاریک‌تر - مومیایی - تبدیل‌شوندگان: آخرین شوالیه |
| جایزه بری ال. بامستد - سی. اچ.آی.پی. اس | جایزه رهایی‌بخش - داده نشد |

## تعداد جوایز ونامزدهای فیلم‌ها
۹ فیلم زیر، چندین بار نامزد شد:
| تعداد نامزدها | فیلم                                         |
| ------------- | -------------------------------------------- |
| ۱۰            | تبدیل‌شوندگان: آخرین شوالیه *                 |
| ۹             | پنجاه طیف تاریک‌تر                            |
| ۸             | مومیایی                                      |
| ۵             | گارد ساحلی                                   |
| ۵             | فیلم شکلک                                    |
| ۳             | بو ۲! یک هالووین مدیایی                      |
| ۳             | مادر! *                                      |
| ۳             | دزدان دریایی کارائیب: مردگان حکایت نمی‌کنند * |
| ۲             | خونه بابا ۲ *                                |

* فیلمهایی که یک فرد نامزد شده درآن فیلمها بوده و نامزدی مشترک گرفته .
فیلم‌های زیر چندین بار برنده شد:
| تعداد | فیلم              |
| ----- | ----------------- |
| ۴     | فیلم شکلک         |
| ۲     | پنجاه طیف تاریک‌تر |

## یادداشت
1. 1 2 3 4 5 6 7 8 9 10  Referred to as Transformers XVII: The Last Knight on the official nomination list.
2. 1 2 3  Referred to as Pirates of the Caribbean XIII: Dead Careers Tell No Tales on the official nomination list.